# Наумиха (Вологодская область)
Наумиха — деревня в Верховажском районе Вологодской области.
Является центром Нижне-Важского сельского поселения (до 2015 года была центром Наумовского сельского поселения), с точки зрения административно-территориального деления — центр Наумовского сельсовета.
Расстояние до районного центра Верховажья по автодороге — 1,9 км. Ближайшие населённые пункты — Ексинское, Сомицыно, Андреевская, Балановская, Верховажье.
По переписи 2002 года население — 251 человек (126 мужчин, 125 женщин). Преобладающая национальность — русские (99 %).